# Scheele (cráter)
Scheele es un pequeño cráter de impacto lunar en forma de cuenco, situado en el Oceanus Procellarum, al sur del pequeño cráter Wichmann. Al suroeste se encuentra el cráter inundado de lava Letronne. Justo al oeste de Scheele aparecen varias crestas bajas que se proyectan sobre la superficie del mar lunar.
|  |

Este cráter fue designado previamente Letronne D, antes de que la UAI le asignase su nombre actual en memoria del químico Carl Wilhelm Scheele.

## Referencias

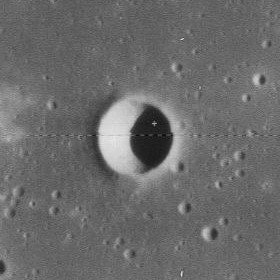
Imagen de la misión Lunar Orbiter 4